# 纳拉加尔
纳拉加尔（Nalagarh），是印度喜马偕尔邦Solan县的一个城镇。总人口9433（2001年）。

## 人口
该地2001年总人口9433人，其中男性5074人，女性4359人；0—6岁人口1150人，其中男620人，女530人；识字率75.96%，其中男性为79.50%，女性为71.83%。